# لاله آتشی
لالهٔ آتشی یا لاله سرخ کوهی (نام علمی: Tulipa stapfii) نام یکی از گونه‌های سردهٔ لاله است. این گیاه در حدود ۲۰ سانتیمتر ارتفاع دارد و در ماه فروردین و اردیبهشت می‌روید. شبیه لاله خط‌دار است. لاله خط‌دار دارای گل‌های درشت قرمز تا ۶ سانتیمتر طول و وجود خطوط کم و بیش مشخص به رنگ بنفش پررنگ بر روی برگ‌های پهن و همچنین وجود پرزهای ریز بر روی ساقه و برگ است. 

## تفاوت لاله آتشی
تفاوت لاله آتشی با لاله خط‌دار در این است که برگ‌های این لاله بدون خط و عاری از پرز است. پیاز آن مستور از پوشینه‌های متعدد و بسیار نمدی است. معمولاً در عمق زیادی از خاک قرار گرفته و به همین مناسبت بیرون آوردن آن بسیار مشکل است. قطعات گلپوش این گونه به طول ۳ تا ۶ سانتیمتر است. در مورد نام علمی صحیح آن نیز تردیدهایی وجود دارد حتی به نام لاله اراکی Tulipa sultanabadense (سلطان‌آباد - اراک) نیز نامگذاری گردیده‌است. در دامنهٔ سنگلاخی کوه‌های زاگرس فراوان می‌روید ولی در مزارع نیز غالباً دیده می‌شود.

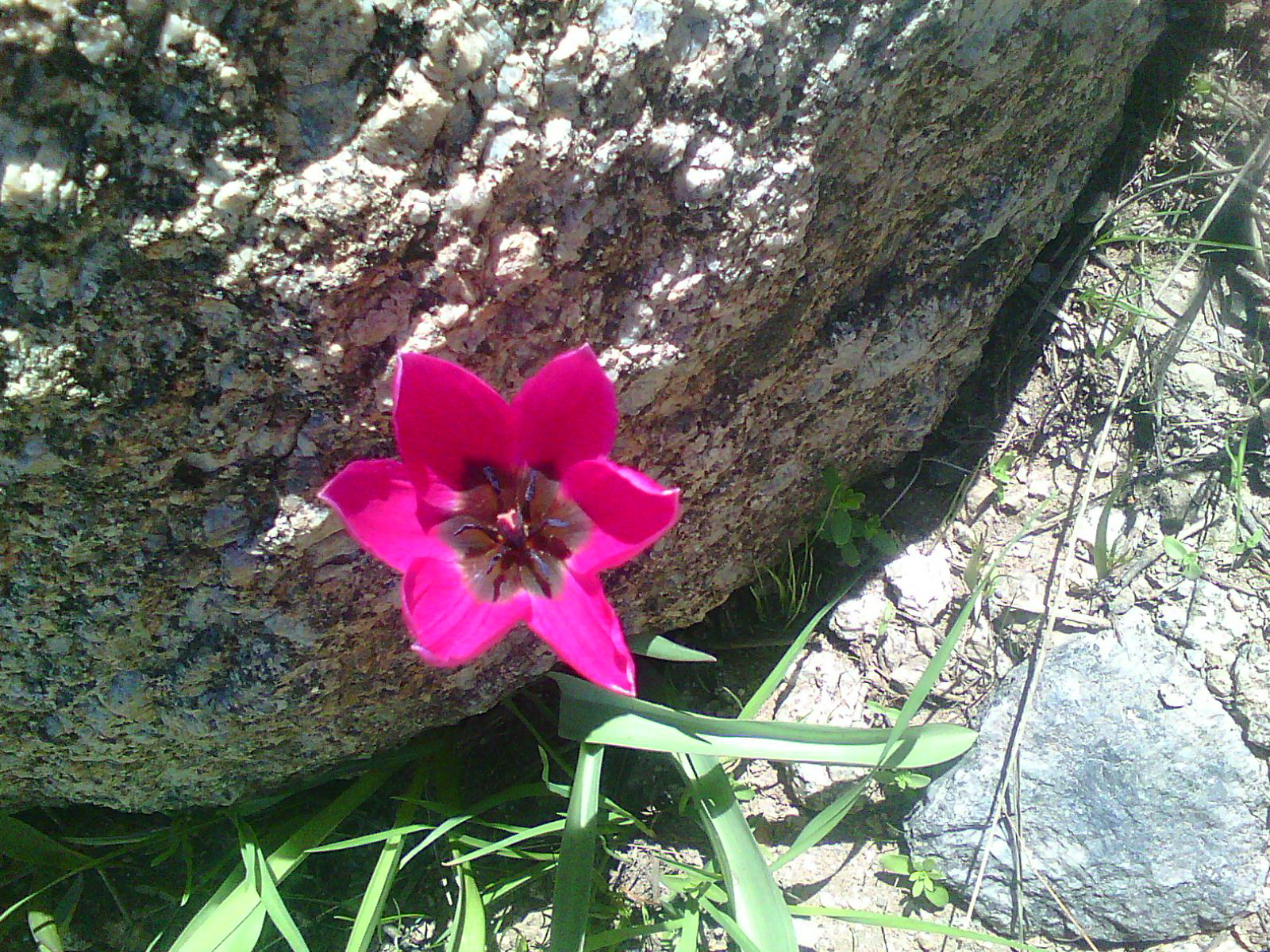
لاله الوند